# François Rachline
Pour les articles homonymes, voir Rachline.
François Rachline né le 9 juin 1948 à Paris 16e, est un écrivain français, économiste de formation.

## Biographie

### Jeunesse et études
Fils du résistant Lazare Rachline, il fréquente le Cours Hattemer, l'École alsacienne, les lycées Montcel à Jouy-en-Josas et Janson-de-Sailly à Paris. Diplômé de l'Institut d'études politiques de Paris et du British Institute (université de Cambridge), il obtient un doctorat d'État de sciences économiques de l'université Paris-Nanterre.  

### Parcours professoral
D'abord assistant d'économie à l'École centrale des arts et manufactures entre 1974 et 1977 et à l'université Paris-Nanterre entre 1976 et 1982, après y avoir été chargé de cours entre 1972 et 1976, il poursuit sa carrière au sein de cette université. Il est maître assistant en sciences économiques en 1982, puis maître de conférences en sciences économiques en 1987.  
Il intervient également au centre HEC-Isa à Jouy-en-Josas entre 1986 et 1991, au Centre supérieur de la gendarmerie nationale en 1985, et à l'École militaire de 1994 à 1996. 
À partir de 1984, il intègre également le corps enseignant de l'Institut d'études politiques de Paris, comme maître de conférences puis professeur. Il a fondé la société de conseil Sciences Po Développement en 2005 et l'a dirigée jusqu'à la fin de 2009. 

### Autres responsabilités
Vice président de la Ligue internationale contre la racisme et l'antisémitisme (LICRA) depuis 2020, il a été vice-président du Conseil de direction de Sciences Po de 2000 à 2010 après avoir présidé la commission Mémoire, histoire et droits de l'homme.
Il siège au conseil d'administration de l'Institut de la gestion déléguée (1996-2001) et de Marignan gestion (2005-2006). 
En parallèle, il fonde en 1988 la société de conseil Keen dont il reste associé jusqu'en 2006.
Cofondateur avec François Dalle du groupe de recherche Droit de suite en 1993 (dont il reste membre jusque 2005), fondateur du club Archipel qu'il préside de 1990 à 2000, il est également élu président de l'Association des professeurs et des maîtres de conférences de l'IEP entre 1991 et 1998. Il est directeur général de l'Institut Montaigne de 2009 à 2010. De 2013 à 2019, il préside le conseil scientifique du Centre d’études du fait religieux contemporain. De 2011 à 2015, il est conseiller spécial du Président du Conseil économique, social et environnemental, Jean-Paul Delevoye.
Chroniqueur aux Échos (2010 et 2011), il a aussi été chroniqueur sur RMC de 1999 à 2001.
Essayiste et romancier, il a publié Éprouver Auschwitz en 2019 et Moïse et l'humanisme en 2021. Son essai, paru en 2018, Un monothéisme sans dieu, clôt une trilogie consacrée à une lecture non religieuse de la Bible, entamée en 2010 avec La Loi intérieure et poursuivie en 2015 avec Au commencement était le futur. 
Il a reçu le prix Cabourg 2014 pour Le mendiant de Velázquez (Albin Michel). L.R. - Les silences d'un résistant, un récit en forme d'enquête sur son père, publié en 2015 (Albin Michel) a reçu le prix LICRA en 2016.
Il est administrateur de Paris Mozart Orchestra qu'il a présidé de 2015 à 2022, membre du conseil d'administration de Slate.fr, membre du conseil d'administration de l'École alsacienne et membre du comité de rédaction du Droit de vivre, le plus ancien journal antiraciste. 
Il est chevalier de la Légion d'honneur.

## Ouvrages
- Une économie mondiale, essai, Hachette Pluriel, 1985,
- De zéro à epsilon - économie de la capture, essai, First, 1991, et Hachette Pluriel, 1994,
- Que l'argent soit - capitalisme et alchimie de l'avenir, essai, Calmann-Lévy, 1993[6], et Hachette Pluriel, 1995[7],
- Services publics, économie de marché, essai, Presses de Sciences Po, 1996,
- Le Pari de Don Juan, essai, PUF, 2000, Hermann, 2011[8],
- Sisyphe, roman, Albin Michel, 2002***[9]
- Le Cavalier de l'Olympe, roman, Albin Michel, 2004***[2]
- Persée le favori des dieux, roman, Albin Michel, 2005***[10],
- Gérard Garouste : peindre à présent , essai, Fragments, 2004,
- D'où vient l'argent ?, essai, Panama, 2006, Hermann, 2011.
- La loi intérieure, essai, Éditions Hermann, 2010 ; illustration de couverture et conception graphique par Gérard Garouste,
- Le Mendiant de Velázquez, roman, Albin Michel, 2014. Prix Cabourg 2014 du roman,
- Au commencement était le futur, essai, Hermann, 2015,
- L.R. - Les silences d'un résistant, récit, Albin Michel, 2015. Prix 2016 de la LICRA,
- Coupures, essai, Albin Michel, 2017,
- Un monothéisme sans dieu, essai, Hermann, 2018.
- Éprouver Auschwitz, essai, Hermann, 2020
- Moïse et l'humanisme, essai, Hermann, 2021

*** Ces trois romans forment une trilogie mythologique reprise en 2005 dans la collection Grands romans au Seuil/Points, sous le titre Le Châtiment des dieux.
Ses ouvrages sont traduits en plusieurs langues.